# Belairia angustifolia
Belairia angustifolia là một loài thực vật có hoa trong họ Đậu. Loài này được (Griseb.) Borhidi mô tả khoa học đầu tiên năm 1980.